# Live for Speed
Live for Speed (LFS) é um simulador de corridas desenvolvido por , Scawen Roberts, Eric Bailey e Victor Van Vlaardigen. O foco principal é fornecer uma experiência realista. Os usuários podem definir recordes pessoais que podem ser enviados para o LFSWorld no modo 'Volta rápida', e ter aulas de condução na "Escola de Pilotagem".
LFS é totalmente distribuído através da Internet. Ele pode ser baixado a partir do site oficial, mas para desbloquear todos os recursos o jogo exige a compra de uma licença. Sem a licença o jogo funciona em modo demo com recursos limitados, com apenas uma pista e três carros disponíveis.

## Carros
O jogo tem no total 21 carros, dos quais alguns são fictícios e que são baseados em carros reais, tais como o UF1, XFG, XRG, LX4, LX6, RB4, FXO, XRT, FZ5, UFR, XFR, FXR, XRR, FZR, Formula XR e Formula V8
Outros são carros que existem na vida real, tais como BMW Sauber F1 (BF10, McGill University's Formula SAE (MRT).
Em versões mais antigas de 2005, havia muito mais carros que foram cortados do jogo, como o LX8, LX8 GTR, Race About GTR (RAR), VWS.
RaceAbout (RAC) e a Formula BMW FB02 (FBM).

## Pistas
O jogo tem oito diferentes pistas (Blackwood, South City, Fern Bay, Autocross, Kyoto, Westhill, Aston e a última que chegou na nova licença S3 a Rockigham) e com várias configurações (Rallycross ou Asfalto). Algumas são baseadas em locais reais, tais como Japão, Jamaica ou em Londres.

## LFSWorld
LFS se integra com o LFSWorld.net, um site em tempo real, estatísticas completas e banco de dados com suporte online de Skin. Cada piloto que está online tem as suas estatísticas de corridas recolhidas, incluindo melhores voltas pessoais, contagem de voltas, distâncias percorridas e a quantidade de combustível queimado. Os usuários podem visualizar as estatísticas de outros pilotos e baixar suas Hotlaps. Também esta incluído um banco de dados de todas as equipes formadas. Além disso, há um upload de Hotlaps. Os usuários também podem enviar Skins de carros personalizadas para o site, que então podem ser baixados automaticamente pelo jogo conforme as configurações de cada jogador.

## Modo de funcionamento
Pode-se fazer o download do jogo no site oficial e que são aproximadamente 140 MB. Depois de instalado, o jogo fica em modo demo com três carros (XFG, XRG e FBM) e uma pista com três possíveis combinações (Blackwood GP, Blackwood Rallycross, e Car Park).
Para poder ter acesso a todos os veículos e pistas, o jogador tem que comprar a licença no site oficial do jogo e desbloquear o jogo com uma chave que o próprio jogador recebe depois de pagar. O preço dessa licença varia de qual se compra, sendo elas S1 (6 libras), S2 (12 libras) e S3 (18 libras)